# Phaea tricolor
Phaea tricolor là một loài bọ cánh cứng trong họ Cerambycidae.